# Update (Danmarks Medie- og Journalisthøjskole)
UPDATE – Center for journalistisk kompetenceudvikling er videnscenter for journalister, redaktionelle medarbejdere og ledere i danske medievirksomheder. UPDATE er pr. 1. januar 2007 resultatet af en fusion af institutionerne Center for Journalistik og Efteruddannelse (CFJE), Den journalistiske Efteruddannelse (DjE) og Åben Uddannelse (ÅU) ved Danmarks Journalisthøjskole (DJH).
Det ny videns- og efteruddannelsescenter har 1. januar 2007 cirka 30 ansatte, der har som primær opgave at samle og formidle viden om journalistik og kommunikation samt afvikling af kurser, seminarer og konferencer om journalistik.
Direktør for UPDATE er Jens Otto Kjær Hansen.

## Ekstern henvisning
- UPDATE.DK Arkiveret 23. september 2008 hos  Wayback Machine

|  | Denne artikel om en bygning eller et bygningsværk kan blive bedre, hvis der indsættes et (bedre) billede. Du kan hjælpe ved at afsøge Wikimedia Commons for et passende billede eller lægge et op på Wikimedia Commons med en af de tilladte licenser og indsætte det i artiklen. |

|  | Denne artikel kan blive bedre, hvis der indsættes geografiske koordinater Denne artikel omhandler et emne, som har en geografisk lokation. Du kan hjælpe ved at indsætte koordinater i wikidata. |